# Bernardo Comas
Bernardo Comas Aguilera (ur. 14 listopada 1960 w  Colombii) – kubański bokser, mistrz świata z 1982.
Występował w wadze średniej (do 75 kg). Zwyciężył w niej na mistrzostwach Ameryki Środkowej i Karaibów w 1981 w Santo Domingo.
Zdobył złoty medal na mistrzostwach świata w 1982 w Monachium. Wygrał pięć walk, m.in. z Valentinem Silaghim z Rumunii w eliminacjach, Iranem Barkleyem z USA w półfinale i Tarmo Uusivirtą z Finlandii w finale. Zwyciężył również w igrzyskach Ameryki Środkowej i Karaibów w 1982 w Hawanie.
W 1983 Comas zwyciężył na igrzyskach panamerykańskich w Caracas, a także na mistrzostwach Ameryki Środkowej i Karaibów w Hawanie.
Z powodu bojkotu kubańskiego nie wziął udziału we igrzyskach olimpijskich w 1984 w Los Angeles. Na turnieju Przyjaźń-84 zorganizowanym w Hawanie dla pięściarzy z państw bojkotujących igrzyska zdobył złoty medal po zwycięstwie w finale nad Henrykiem Petrichem.
Bernardo Comas zwyciężył w turnieju „Giraldo Córdova Cardín” w 1982, 1983, 1984 i 1985.
Był mistrzem Kuby w wadze średniej w 1984, 1985 i 1986 oraz wicemistrzem  w 1981, 1982 i 1983.
Zakończył karierę bokserską w 1987. Stoczył 234 walki, z których wygrał 201. Później pracował jako trener w Camagüey.